# タキザワユキヒト
タキザワ ユキヒト（1983年7月26日 - ）は日本のミュージシャン、シンガー、ギタリスト。2007年頃からバンドPleasant Noizで活動し、2011年からソロ活動を開始。

## 来歴
2008年
7月
NTT東日本「LIVE ON FLET'S」においてデビュー賞獲得。
7月1日から9月30日までの３か月間民放各局においてテレビCMに出演
9月
アマチュアバンドコンテスト「ONフェス2008」で全国約200バンドの中から、準グランプリ受賞
10月
YAMAHA主催「東京バンドサミット2008」で721バンドの中からファイナリスト12組に選出。決勝戦にて動員賞受賞。
2009年11月
YAMAHA主催「東京バンドサミット2009 vs Asian Beat」（パシフィコ横浜・国立大ホール）に日本代表バンドとして出場。
2011年6月
バンド活動の終了とともに、ソロ活動に転向。
2012年3月
「ROAD TO MAJOR2」においてファイナリストに選出。横浜BLITZのステージで演奏。
2015年8月
RUIDO主催「L-1グランプリ2015」においてファイナリスト選出。新宿ReNYにて演奏。得票数2位。

## 作品
|      | 発売日         | タイトル                           | 備考                           |
| ---- | -------------- | ---------------------------------- | ------------------------------ |
| 1st  | 2011年8月30日  | リアライズ／流れ星／タトエバボクガ | 1曲入りCDを3種類販売           |
| 2nd  | 2012年7月28日  | SONGS                              |                                |
| 3rd  | 2013年7月28日  | カレイドスコープ                   |                                |
| 4th  | 2014年2月24日  | Afternoon Groove                   | アコースティックアルバム       |
| 5th  | 2014年12月17日 | 進化録                             |                                |
| 6th  | 2015年2月26日  | Sing and Groove                    |                                |
| 7th  | 2016年1月31日  | レディーファースト -1st-           | アコースティックアルバム       |
| 8th  | 2016年5月13日  | クセモノ                           |                                |
| 9th  | 2016年6月18日  | レディーファースト -2nd-           | アコースティックアルバム       |
| 10th | 2017年4月15日  | LUXURY                             | アコースティックライブアルバム |
| 11th | 2018年2月10日  | 彷徨え、ヒューマン                 |                                |

## 公演

### ワンマンライブ
※ファンクラブ会員向けなどの定期公演を除く
| 公演日         | タイトル                                     | 会場                        | サポートメンバー                                      | 備考                                                    |
| -------------- | -------------------------------------------- | --------------------------- | ----------------------------------------------------- | ------------------------------------------------------- |
| 2012年7月28日  | Colorful                                     | 新横浜BeLL'S                | 庄司耀太:Gt 静夏:Key ゆう君:Ba 萱原健司:Dr            |                                                         |
| 2012年12月17日 | ユキヒトイズム                               | 渋谷GUILTY                  | 庄司耀太:Gt 静夏:Key ゆう君:Ba 萱原健司:Dr            |                                                         |
| 2013年4月6日   | Afternoon Groove                             | 草加FADE IN CAFE            | 庄司耀太:Gt 静夏:Key ジャーマン山根ポテト:Dr          | ・アコースティック公演                                  |
| 2013年7月28日  | Next Season                                  | 新横浜BeLL'S                | 庄司耀太:Gt 静夏:Key ゆう君:Ba 萱原健司:Dr            |                                                         |
| 2014年11月23日 | Sing and Groove -OnlyOne-                    | CASUAL DINING EU Cafe(新潟) | (なし)                                                | ・弾き語り公演                                          |
| 2014年12月16日 | Sing and Groove -Acoustic-                   | SHIBUYA LOOP annex          | 庄司耀太:Gt 静夏:Key maki:Vln ヤノアツシ:Ba 望月純:Dr | ・アコースティック公演                                  |
| 2014年12月17日 | Sing and Groove -Electric-                   | 下北沢MOSAiC                | 庄司耀太:Gt 石原剛志:Key ヤノアツシ:Ba 望月純:Dr      |                                                         |
| 2016年6月18日  | GENTLE                                       | 渋谷HOME                    | 魔希:Vln 石原剛志:Key ヤノアツシ:Ba                   | ・タキザワレディーファースト名義 ・アコースティック公演 |
| 2016年7月26日  | クセモノ独演会                               | 下北沢MOSAiC                | 石原剛志:Key ヤノアツシ:Ba 合原晋平:Dr                |                                                         |
| 2016年12月20日 | IMPULSE                                      | 四谷天窓.comfort            | 魔希:Vln 石原剛志:Key ヤノアツシ:Ba                   | ・タキザワレディーファースト名義 ・アコースティック公演 |
| 2017年2月17日  | クセモノ独演会－冬の陣－                     | 下北沢MOSAiC                | 石原剛志:Key ヤノアツシ:Ba 海保けんたろー:Dr          |                                                         |
| 2017年4月15日  | FEVER IN MIYAGI                              | 岩沼Tiptop                  | 魔希:Vln 石原剛志:Key ヤノアツシ:Ba                   | ・タキザワレディーファースト名義 ・アコースティック公演 |
| 2017年5月5日   | FEVER IN NIIGATA                             | Music Cafe Bar Capotast     | 魔希:Vln 石原剛志:Key ヤノアツシ:Ba                   | ・タキザワレディーファースト名義 ・アコースティック公演 |
| 2017年5月11日  | FEVER IN TOKYO                               | 四谷天窓.comfort            | 魔希:Vln 石原剛志:Key ヤノアツシ:Ba                   | ・タキザワレディーファースト名義 ・アコースティック公演 |
| 2017年9月15日  | 鍵弦宣言                                     | 西新宿navi cafe             | 石原剛志:Piano                                        | ・アコースティック公演                                  |
| 2017年12月22日 | 鍵弦宣言 vol.2                               | 西新宿navi cafe             | 石原剛志:Piano                                        | ・アコースティック公演                                  |
| 2017年12月30日 | 煩悩エレクトロ ～108の巨壁～                 | 新横浜BeLL'S                | (なし)                                                |                                                         |
| 2018年2月10日  | 彷徨え、ヒューマン ～DownNorthにて修正せよ～ | 下北沢MOSAiC                | 石原剛志:Key ヤノアツシ:Ba 合原晋平:Dr                |                                                         |